# Earl Hurd
Earl Hurd (Kansas City, 14 settembre 1880 – Burbank, 28 settembre 1940) è stato un animatore, regista e fumettista statunitense.

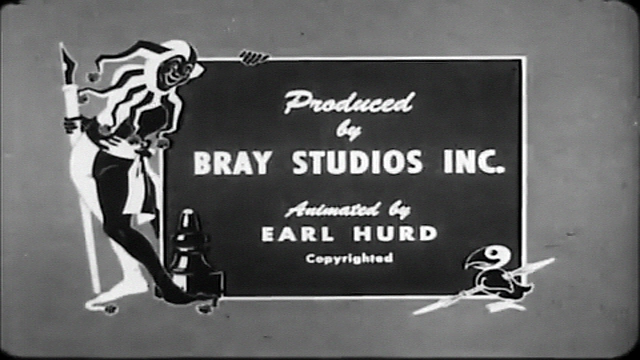
Titoli del cartoon: Bobby Bumps' Fourth del 1917 animato da Hurd

È noto per la creazione e la produzione della serie animata (muta) Bobby Bumps per i Bray Productions. Hurd e John Randolph Bray sono riconosciuti come gli ideatori e sviluppatori della tecnica del rodovetro.

## Biografia
Earl Hurd fu un pioniere dell'animazione. Regista e disegnatore di fumetti, collaborò oltre che con Bray anche con Paul Terry e i suoi Terrytoons Studios; creò anche un suo studio, l'Earl Hurd Productions nel 1923. Ha lavorato in seguito per gli Ub Iwerks Studios e alla Walt Disney Studios come storyboard artist.
Come fumettista, ha illustrato diverse strisce tra le quali:Trials of Elder Mouse (1911–1915), Brick Bodkin's Pa (1912) and Susie Sunshine (1927–1929).
Morì a Burbank nel 1940 all'età di 60 anni.

## Filmografia parziale

### Regista
- The Artist's Model (1924)
- Broadcasting (1924)